# Brisa
Brisa (plným jménem Brisa Bridgestone Sabancı Tire Industry and Trade, dříve Lassa Tire) je turecký výrobce pneumatik.
Společnost byla založena v roce 1974 holdingem Sabanci Group pod názvem Lassa a během pár měsíců se stala výhradním zástupcem amerického výrobce BFGoodrich v Turecku. První vlastní modely vyrobila na konci roku 1975, v roce 1978 výrazně rozšířila své výrobní kapacity a rok později vyrobila svou miliontou pneumatiku. V roce 1988 let se joint venture partnerem Sabanci Group stala japonská nadnárodní společnost Bridgestone a Lassa byla přejmenována na Brisa (Bridgestone, Sabanci). Obchodní značku pneumatik Lassa si však ponechala.
V roce 1995 už Brisa vyráběla 4 miliony pneumatik ročně. Jedna ze dvou továren Brisy se s rozlohou 361 tisíc m² řadí k největším továrnám světa.
V roce 2015 tvořil podíl Bridgestonu v Brise 43,6 %. Za tento rok byla Brisa s tržbami 792,1 milionů dolarů 31. největším výrobcem pneumatik na světě, z hlediska poměru provozních nákladů k výnosům pak s 19,5 % nejrentabilnějším.